# Diachasma salisburgense
Diachasma salisburgense är en stekelart som beskrevs av Fischer 1977. Diachasma salisburgense ingår i släktet Diachasma och familjen bracksteklar. Inga underarter finns listade i Catalogue of Life.